# Градочна
Градочна (Ґрадочно, пол. Gradoczno) — село в Польщі, у гміні Нарва Гайнівського повіту Підляського воєводства. Населення — 39 осіб (2011).

## Історія
Вперше згадується 1661 року. У другій половині XIX століття у Градочній заснована церковна школа грамоти.
У 1975—1998 роках село належало до Білостоцького воєводства.

## Демографія
У 1891 році в селі налічувалося 26 домів і 189 мешканців, у 1936 році — 37 домів і 191 мешканець, у 1959 році — 41 дім і 190 мешканців.
Демографічна структура станом на 31 березня 2011 року:
|          | Загалом | Допрацездатний вік | Працездатний вік | Постпрацездатний вік |
| -------- | ------- | ------------------ | ---------------- | -------------------- |
| Чоловіки | 21      | 1                  | 10               | 10                   |
| Жінки    | 18      | 4                  | 3                | 11                   |
| Разом    | 39      | 5                  | 13               | 21                   |